# Caloptilia reticulata
Caloptilia reticulata är en fjärilsart som först beskrevs av Braun 1910.  Caloptilia reticulata ingår i släktet Caloptilia och familjen styltmalar. Inga underarter finns listade i Catalogue of Life.